# Pleuridium exiguum
Pleuridium exiguum là một loài rêu trong họ Archidiaceae. Loài này được Hook. f. & Wilson A. Jaeger mô tả khoa học đầu tiên năm 1869.